# GSC 02620-00648
GSC 02620-00648 è un sistema stellare doppio posto a circa 1400 anni luce nella costellazione di Ercole caratterizzato dalla presenza di un esopianeta, TrES-4, orbitante attorno alla componente principale.

## Stelle
La stella principale, GSC 02620-00648A, è una stella del tipo F avente una massa superiore del 20% a quella solare. La stella, 1,2 volte più massiccia del sole, ha ormai esaurito il suo idrogeno ed ha iniziato la trasformazione in gigante rossa. Si prevede che nell'arco di un miliardo di anni essa fagociterà TrES-4.
Orbitante attorno ad essa, ad una distanza pari a 755 AU vi è la componente secondaria, GSC 02620-00648C. Questa stella, di massa e luminosità inferiori, di tipologia K o M, venne scoperta nel 2009 nell'ambito di un progetto svolto all'osservatorio di Calar Alto mirato a verificare, con un telescopio più potente da 2,2 m, l'esistenza di 14 sospetti esopianeti precedentemente individuati con mezzi meno precisi. Alla stella venne assegnata una denominazione con suffisso C per evitare possibili fraintendimenti con il pianeta.

## Sistema planetario
Il 7 agosto 2007 fu annunciata la scoperta di TrES-4 come risultato delle indagini svolte utilizzando il metodo del transito nell'ambito del Trans-Atlantic Exoplanet Survey.

### Prospetto
Prospetto del sistema planetario di GSC 02620-00648.
| Nome   | Nome   | Massa            | Semiasse maggiore    | Eccentricità | Periodo orbitale           | Scoperta |
| ------ | ------ | ---------------- | -------------------- | ------------ | -------------------------- | -------- |
| TrES-4 | TrES-4 | 0,919 ± 0,073 MJ | 0,05091 ± 0,00071 UA | 0            | 3,553945 ± 0,000075 giorni | 2007     |